# Llista de ducs de Baviera
Diferents ducs, electors i reis van governar a Baviera des del segle VI fins a la proclamació de la república el 8 de novembre de 1918. El 786 el ducat dels bavaresos fou conquerit pels carolingis, va quedar dins de l'Imperi franc. Més tard fou part del Sacre Imperi Romanogermànic. Durant l'època feudal es va dividir en diverses branques reunificades el 1503. El 1805, en temps de Napoleó, el ducat fou elevat a regne. A partir del 1815 fou membre de la Confederació Germànica i després (1871) de l'Imperi Alemany que va acabar al final de la I Guerra Mundial.
Llista de Governants de Baviera:

## Ducat vell de Baviera

### Ducs de Baviera de ladinastia dels Agilolfings
?-? (segle vi) : Agilulf o Agilolf de Baviera el Sueu (nascut vers 490 – mort ?)
?-555: Agivald de Baviera (nascut vers 515 – mort ?), fill d'Agilolf, fou pare de Garibald I, Gondoald i Teodebald
- 555?-592: Garibald I, iniciador de la dinastia agilolfinga, algunes fonts li donen el títol de Rei dels Bavaresos.
- 592-610? : Tassiló I, nomenat rei a la seva ascensió.
- 610?-640: Garibald II
- 640-680: Teodó I
- 680-716: Teodó II, que ja governava amb independència respecte als francs. A la seva mort repartí el regne entre els seus quatre fills.
- 716-vers 725: Teodebert, Tedoald, Tassiló II i Grimoald (conjuntament. A la mort dels altres tres germans, Grimoald reunificà Baviera)
- vers 725-737: Hugobert
- 737-748: Odiló, net de Teodó II.
- 748-748: Grifó
- 748-788: Tassiló III, deposat per Carlemany pels seus intents d'independitzar-se dels francs.

## Reialme franc de Baviera

### Reis de ladinastia carolíngia
- 788-814: Carlemany
  - 794-799 Gerold de Vintzgau, prefecte de Baviera
- 814-817: Lluís el Pietós i Lotari
- 817-876: Lluís II el Germànic
- 876-880: Carloman II
- 880-882: Lluís III
- 882-887: Carles (III)
- 887-899: Arnulf I
- 899-911: Lluís IV
  - 890-895: Engeldeu o Engildeu, marcgravi

## Ducat nou de Baviera

### Ducs de laDinastia dels Liutpoldings
- 895-907: Liutpold, formalment marcgravi de Baviera amb Caríntia.
- 907-914: Arnulf II el Dolent
- 914-918: Conrad I de Baviera, II de Francònia (rei d'Alemanya)
- 918-937: Arnulf II el Dolent (restaurat)
- 937-938: Eberard (fill)
- 937-947: Bertold (germà)

### Ducs de ladinastia Otoniana
- 947-955: Enric I de Baviera
- 953-954: Ludolf
- 955-976: Enric II de Baviera el Barallós (fill)
- 976-982: Otó I de Baviera

### Ducs de laDinastia dels Liutpoldings
- 982-985: Enric III de Baviera el Jove (fill de Bertold)

### Ducs de ladinastia Otoniana
- 985-995: Enric II el Barallós (fill) (segona vegada)
- 995-1005: Enric IV de Baviera, el Sant (fill) (emperador 1002-24 com Enric II)

### Ducs de ladinastia de Luxemburg
- 1005-1009: Enric V de Baviera (Enric de Luxemburg, nebot)

### Ducs de ladinastia Otoniana
- 1009-1017: Enric IV el Sant (emperador) (segona vegada)

### Ducs de ladinastia de Luxemburg
- 1017-1026: Enric V de Luxemburg (segona vegada)

### Ducs de laDinastia Sàlica
- 1026-1027: Conrad II de Baviera esmentat com Conrad de Francònia
- 1027-1042: Enric VI de Baviera, el Negre (fill, emperador 1039-56)

### Ducs de ladinastia de Luxemburg
- 1042-1047: Enric VII de Baviera (Enric II de Luxemburg)

### Ducs de laDinastia Sàlica
- 1047-1049: Enric VI (segona vegada)

### Ducs de laDinastia Ezzònida
- 1049-1053: Conrad III de Baviera

### Ducs de laDinastia Sàlica
- 1053-1055: Enric VIII de Baviera (emperador 1056-1106 com Enric IV)
- 1055-1056: Conrad IV de Baviera (germà, conegut com a Conrad [IV] de Francònia)
- 1056-1061: Enric VIII (segona vegada), amb Agnès de Poitiers (vídua d'Enric VI) com a regent.
- 1061-1070: Otó de Nordheim

### Ducs de laDinastia dels Güelfs
- 1070-1101: Güelf I (Welf I)
  - 1077-1096: Enric VIII de Baviera (emperador)
- 1096-1101: Güelf I (Welf I)
- 1101-1120: Güelf II el Gros, o Welf II (fill)
- 1120-1126: Enric IX el Negre (germà)
- 1126-1138: Enric X l'Orgullòs (Duc de Saxònia 1127-1138 com Enric II de Saxònia)

### Ducs de laDinastia dels Babenberg
- 1138-1141: Leopold (IV) de Babenberg (marcgravi d'Àustria)

### Ducs de laDinastia Hohenstaufen
- 1141-1143: Conrad V de Hohenstaufen (emperador)

### Ducs de laDinastia dels Babenberg
- 1143-1156: Enric XI de Baviera, conegut com a Enric Jasomirgott (fill de Leopold)

### Ducs de laDinastia dels Güelfs
- 1156-1180: Enric XII el Lleó (duc de Saxònia 1142-1180 com Enric III)

### Ducs de laDinastia Wittelsbach
- 1180-1183: Otó I
- 1183-1231: Lluís I de Wittelsbach (fill)
- 1231-1253: Otó II l'August (fill)
- 1253-1255: Lluís II i Enric I (fills, governaren dos anys conjuntament fins que el 1255 decidiren dividir-se el ducat)

| - 1255-1294: Lluís II - 1294-1317: Rodolf I (fill) - 1317-1340: Lluís IV Unió amb la Baixa Baviera |  | - 1255-1290: Enric I (XIII) - 1290-1296: Otó III (V), Lluís III i Esteve I (fills d'Enric, governaren conjuntament. Otó fou també rei d'Hongria) - 1296-1310: Otó III i Esteve I (per mort de Lluís) - 1310-1312: Otó III, Otó IV (VI) i Enric II (els dos darrers, fills d'Esteve I, succeïren conjuntament al seu pare) - 1312-1331: Otó IV, Enric II i Enric III (el darrer, fill d'Otó III, succeí el seu pare al govern conjunt) - 1331-1333: Otó IV, Enric II i Enric III (divisió de facto en tres parts fins al 1333 quan va morir Enric III sense fills) - 1333-1334: Otó IV i Enric II (divisió en dos parts fins al 1334 quan va morir Otó sense fills) - 1334-1339: Enric II (sol) - 1339-1340: Joan I (fill d'Enric II) A la mort de Joan I, Lluís IV de l'Alta Baviera reunificava el ducat. | - 1255-1290: Enric I (XIII) - 1290-1296: Otó III (V), Lluís III i Esteve I (fills d'Enric, governaren conjuntament. Otó fou també rei d'Hongria) - 1296-1310: Otó III i Esteve I (per mort de Lluís) - 1310-1312: Otó III, Otó IV (VI) i Enric II (els dos darrers, fills d'Esteve I, succeïren conjuntament al seu pare) - 1312-1331: Otó IV, Enric II i Enric III (el darrer, fill d'Otó III, succeí el seu pare al govern conjunt) - 1331-1333: Otó IV, Enric II i Enric III (divisió de facto en tres parts fins al 1333 quan va morir Enric III sense fills) - 1333-1334: Otó IV i Enric II (divisió en dos parts fins al 1334 quan va morir Otó sense fills) - 1334-1339: Enric II (sol) - 1339-1340: Joan I (fill d'Enric II) A la mort de Joan I, Lluís IV de l'Alta Baviera reunificava el ducat. | - 1255-1290: Enric I (XIII) - 1290-1296: Otó III (V), Lluís III i Esteve I (fills d'Enric, governaren conjuntament. Otó fou també rei d'Hongria) - 1296-1310: Otó III i Esteve I (per mort de Lluís) - 1310-1312: Otó III, Otó IV (VI) i Enric II (els dos darrers, fills d'Esteve I, succeïren conjuntament al seu pare) - 1312-1331: Otó IV, Enric II i Enric III (el darrer, fill d'Otó III, succeí el seu pare al govern conjunt) - 1331-1333: Otó IV, Enric II i Enric III (divisió de facto en tres parts fins al 1333 quan va morir Enric III sense fills) - 1333-1334: Otó IV i Enric II (divisió en dos parts fins al 1334 quan va morir Otó sense fills) - 1334-1339: Enric II (sol) - 1339-1340: Joan I (fill d'Enric II) A la mort de Joan I, Lluís IV de l'Alta Baviera reunificava el ducat. |

#### Ducat de Baviera reunificat
- 1333-1347: Lluís IV
- 1347-1349: Lluís V, Esteve II, Lluís VI, Guillem I, Albert I i Otó V (VII), fills de Lluís IV. El 1349 els sis germans decideixen partir altre cop el ducat.

| - 1349-1351: Lluís V, Lluís VI i Otó V. Fills de Lluís IV, governen conjuntament. - 1351-1361: Lluís V (Lluís VI i Otó renuncien al ducat a canvi del marcgraviat de Brandenburg) - 1361-1363: Meinard (fill de Lluís V) El 1363 els territoris d'Alta Baviera s'annexen a Baviera-Landshut. |                                                                    | - 1349-1353: Esteve II, Guillem I i Albert I, conjuntament. El 1353 divideixen la Baixa Baviera en Baviera-Landshut i Baviera-Straubing. \| Ducs de Baviera-Landshut - 1353-1375: Esteve II - 1375-1392: Esteve III, Frederic i Joan II \| \| Ducs de Baviera-Straubing - 1347-1358: Guillem I - 1347-1404: Albert I - 1387-1397: Albert II - 1404-1417: Guillem II - 1417-1425: Joan III \| Ducs de Baviera-Straubing - 1347-1358: Guillem I - 1347-1404: Albert I - 1387-1397: Albert II - 1404-1417: Guillem II - 1417-1425: Joan III \| Ducs de Baviera-Straubing - 1347-1358: Guillem I - 1347-1404: Albert I - 1387-1397: Albert II - 1404-1417: Guillem II - 1417-1425: Joan III \| | - 1349-1353: Esteve II, Guillem I i Albert I, conjuntament. El 1353 divideixen la Baixa Baviera en Baviera-Landshut i Baviera-Straubing. \| Ducs de Baviera-Landshut - 1353-1375: Esteve II - 1375-1392: Esteve III, Frederic i Joan II \| \| Ducs de Baviera-Straubing - 1347-1358: Guillem I - 1347-1404: Albert I - 1387-1397: Albert II - 1404-1417: Guillem II - 1417-1425: Joan III \| Ducs de Baviera-Straubing - 1347-1358: Guillem I - 1347-1404: Albert I - 1387-1397: Albert II - 1404-1417: Guillem II - 1417-1425: Joan III \| Ducs de Baviera-Straubing - 1347-1358: Guillem I - 1347-1404: Albert I - 1387-1397: Albert II - 1404-1417: Guillem II - 1417-1425: Joan III \| | - 1349-1353: Esteve II, Guillem I i Albert I, conjuntament. El 1353 divideixen la Baixa Baviera en Baviera-Landshut i Baviera-Straubing. \| Ducs de Baviera-Landshut - 1353-1375: Esteve II - 1375-1392: Esteve III, Frederic i Joan II \| \| Ducs de Baviera-Straubing - 1347-1358: Guillem I - 1347-1404: Albert I - 1387-1397: Albert II - 1404-1417: Guillem II - 1417-1425: Joan III \| Ducs de Baviera-Straubing - 1347-1358: Guillem I - 1347-1404: Albert I - 1387-1397: Albert II - 1404-1417: Guillem II - 1417-1425: Joan III \| Ducs de Baviera-Straubing - 1347-1358: Guillem I - 1347-1404: Albert I - 1387-1397: Albert II - 1404-1417: Guillem II - 1417-1425: Joan III \| | |
| - 1349-1351: Lluís V, Lluís VI i Otó V. Fills de Lluís IV, governen conjuntament. - 1351-1361: Lluís V (Lluís VI i Otó renuncien al ducat a canvi del marcgraviat de Brandenburg) - 1361-1363: Meinard (fill de Lluís V) El 1363 els territoris d'Alta Baviera s'annexen a Baviera-Landshut. | - 1353-1375: Esteve II - 1375-1392: Esteve III, Frederic i Joan II | | - 1347-1358: Guillem I - 1347-1404: Albert I - 1387-1397: Albert II - 1404-1417: Guillem II - 1417-1425: Joan III | - 1347-1358: Guillem I - 1347-1404: Albert I - 1387-1397: Albert II - 1404-1417: Guillem II - 1417-1425: Joan III | - 1347-1358: Guillem I - 1347-1404: Albert I - 1387-1397: Albert II - 1404-1417: Guillem II - 1417-1425: Joan III |

## Ducs deBaviera-Ingolsdtadt
- Esteve III 1392-1413
- Lluís VII (fill) 1413-1443
- Lluís VIII (fill) 1443-1445
- Unio amb Landshut

## Ducs deBaviera-Landshut
- Frederic 1392-1393
- Enric IV (fill) 1393-1445
- Unió amb Ingolstadt

## Ducs deBaviera-Múnic
- Joan II 1392-1397
- Ernest (fill) 1397-1438 (1425/1429 unió de la major part de Baviera-Straubing)
- Guillem III (germà) 1397-1435
- Adolf (fill) 1435-1441
- Albert III el Pietòs (fill d'Ernest) 1438-1460
- Joan IV (fill) 1460-1463
- Segimon (germà) 1460-1465
- Albert IV el Savi (germà) 1465-1503
- Cristòfol (germà) 1467-1485 (+ 1493, va renunciar diverses vegades i definitivament el 1485)
- Wolfang (germà) 1467-1468 (+ 1514, va renunciar el 1468)
- Unió a Ingolstadt-Landshut 1503, reanomenada Baviera

## Ducs deBaviera-Dachau
- Segregada de Baviera-Múnic 1467
- Segimon 1467-1501
- a Múnic 1501

## Ducs de Ingolstadt-Landshut
- Enric IV 1445-1450
- Lluís IX (fill) 1450-1479
- Jordi el Ric 1479-1503
- A branca Múnic 1503, reanomenada Baviera

## Ducat de Baviera

### Ducs de Baviera
- Albert IV el Savi 1503-1508
- Guillem IV 1508-1550
- Lluís X 1516-1545 (govern conjunt amb Guillem IV)
- Albert V 1550-1579
- Guillem V 1579-1597
- Maximilià I 1597-1623

## Electorat de Baviera

### Electors de Baviera
- Maximilià I 1623-1651
- Ferran I 1651-1679
- Maximilià II Emmanuel 1679-1726
- Carles Albert 1726-1745
- Maximilià III 1745-1777
- Carles Teodor del Palatinat-Sulzbach 1777-1799
- Maximilià IV Josep del Palatinat-Zweibrucken 1799-1806

## Regne de Baviera

### Reis de Baviera
- Maximilià I Josep del Palatinat-Zweibrucken 1806-1825
- Lluís I de Baviera 1825-1848
- Maximilià II de Baviera 1848-1864
- Lluís II de Baviera 1864-1886
- Otó de Baviera 1886-1913
- Leopold de Baviera, regent 1886-1913
- Lluís III de Baviera 1913-1918

## Altres

### Branques palatines
- Comtes palatins del Rin.
  - Línia vella del Kurpfalz.
  - Línia menor del Palatinat.
    - Palatinant-Simmern, fins al 1685.
    - Palatinat-Zweibrucken.
      - Palatinat-Neuburg.
        - Neuburg, fins al 1742.
        - Palatinat-Sulzbach.

      - Palatinat-Zweibrucken.
      - Palatinat-Birkenfeld.
        - Baviera I.
        - Grècia.
        - Baviera II